# Selección de fútbol sub-17 del Congo
La Selección de fútbol sub-17 del Congo, conocida también como la Selección infantil de fútbol del Congo, es el equipo que representa al país en la Copa Mundial de Fútbol Sub-17 y en el Campeonato Africano Sub-17, y es controlada por la Federación Congoleña de Fútbol.

## Estadísticas

### Campeonato Africano Sub-17
- 1995 : Abandonó el torneo
- 1997 : No clasificó
- de 1999 a 2001 : Abandonó el torneo
- 2003 : No participó
- de 2005 a 2007 : No clasificó
- 2009 : No participó
- 2011 :  3º Lugar
- 2013 : Fase de grupos
- 2015 : No clasificó
- 2017 : No clasificó
- 2019 : No clasificó
- 2023 : Cuartos de final
- 2025 : Descalificado

### Mundial Sub-17
- 1985 : Fase de grupos
- 1987 a 1989 : No clasificó
- 1991 : Fase de grupos
- 1993 a 2009 : No clasificó
- 2011 : Octavos de final
- de 2013 a 2025 : No clasificó

## Jugadores destacados
- Hervé Kakou
- Gaston Kibiti
- Patrick Tchicaya
- Kader Bidimbou